# 德国海事博物馆
德国海事博物馆（英語：German Maritime Museum）是一个位于德国不来梅哈芬的海事主题博物馆。

## 历史
1971年在德国不来梅哈芬建立，以取代在第二次世界大战中被摧毁的位于柏林的海事科学博物馆。其任务是收集、记录、研究和展示与德国海事历史有关的文件和文物。

## 画廊

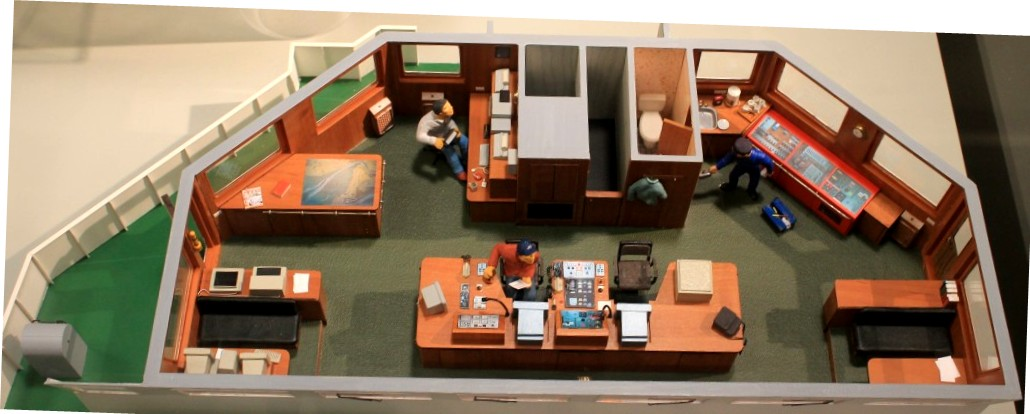
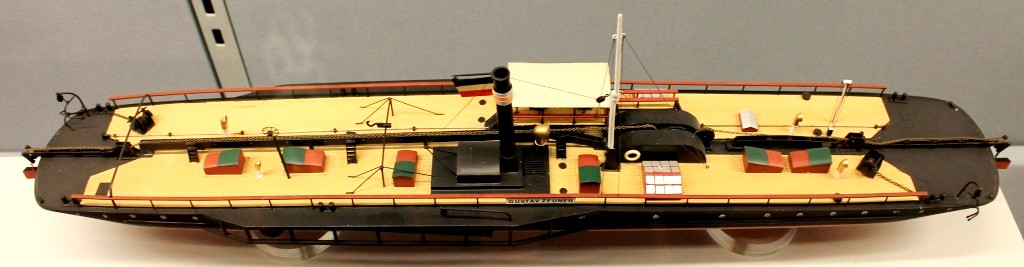
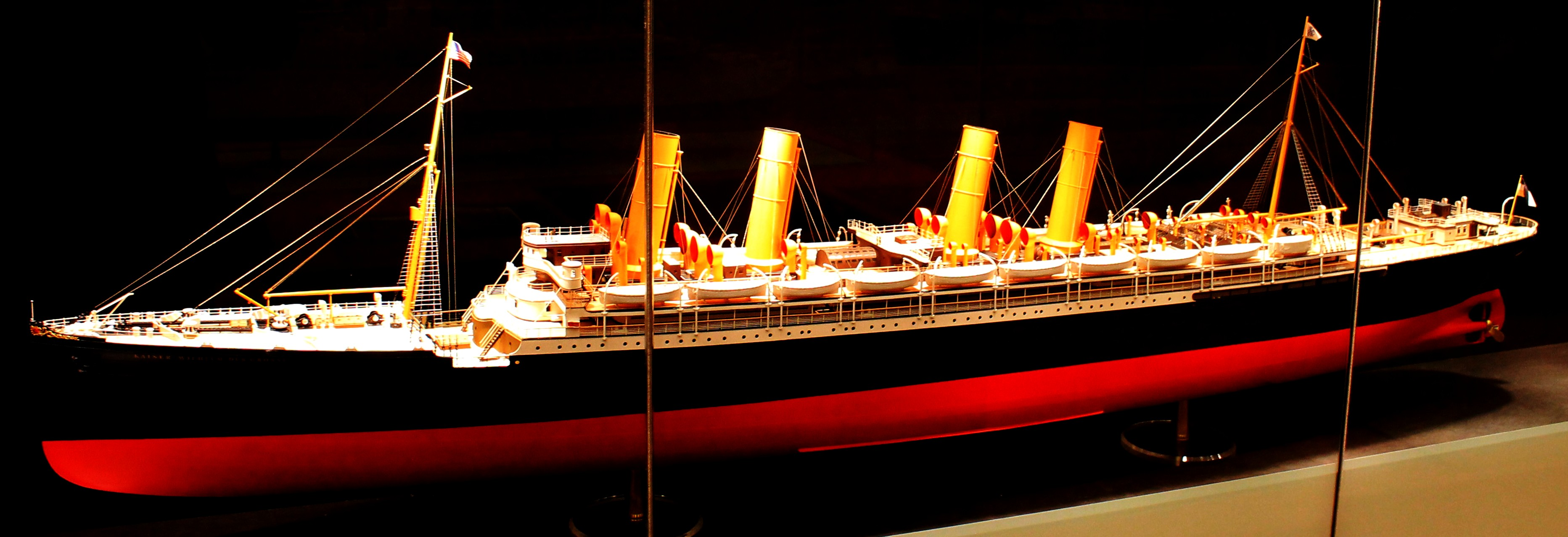
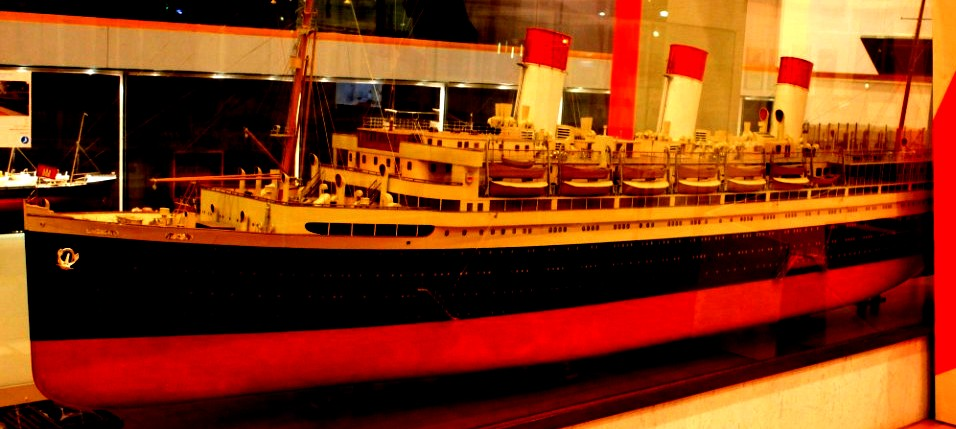
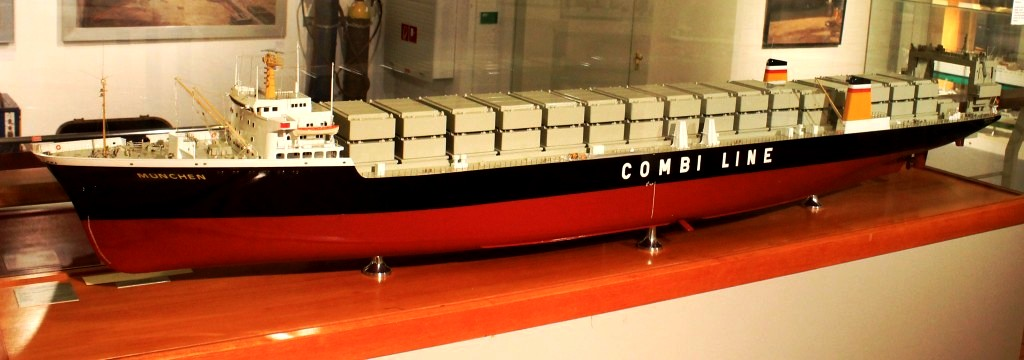
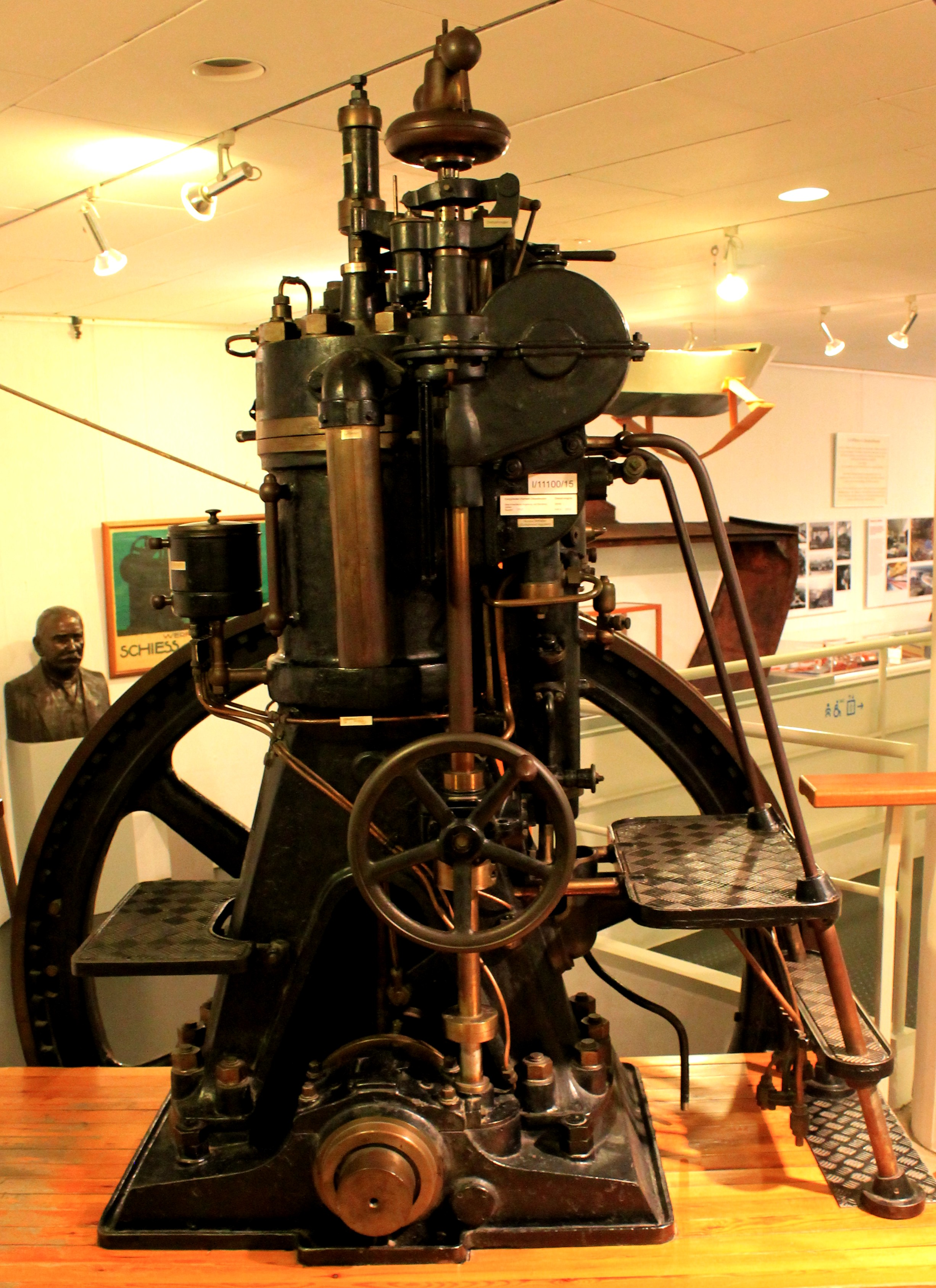
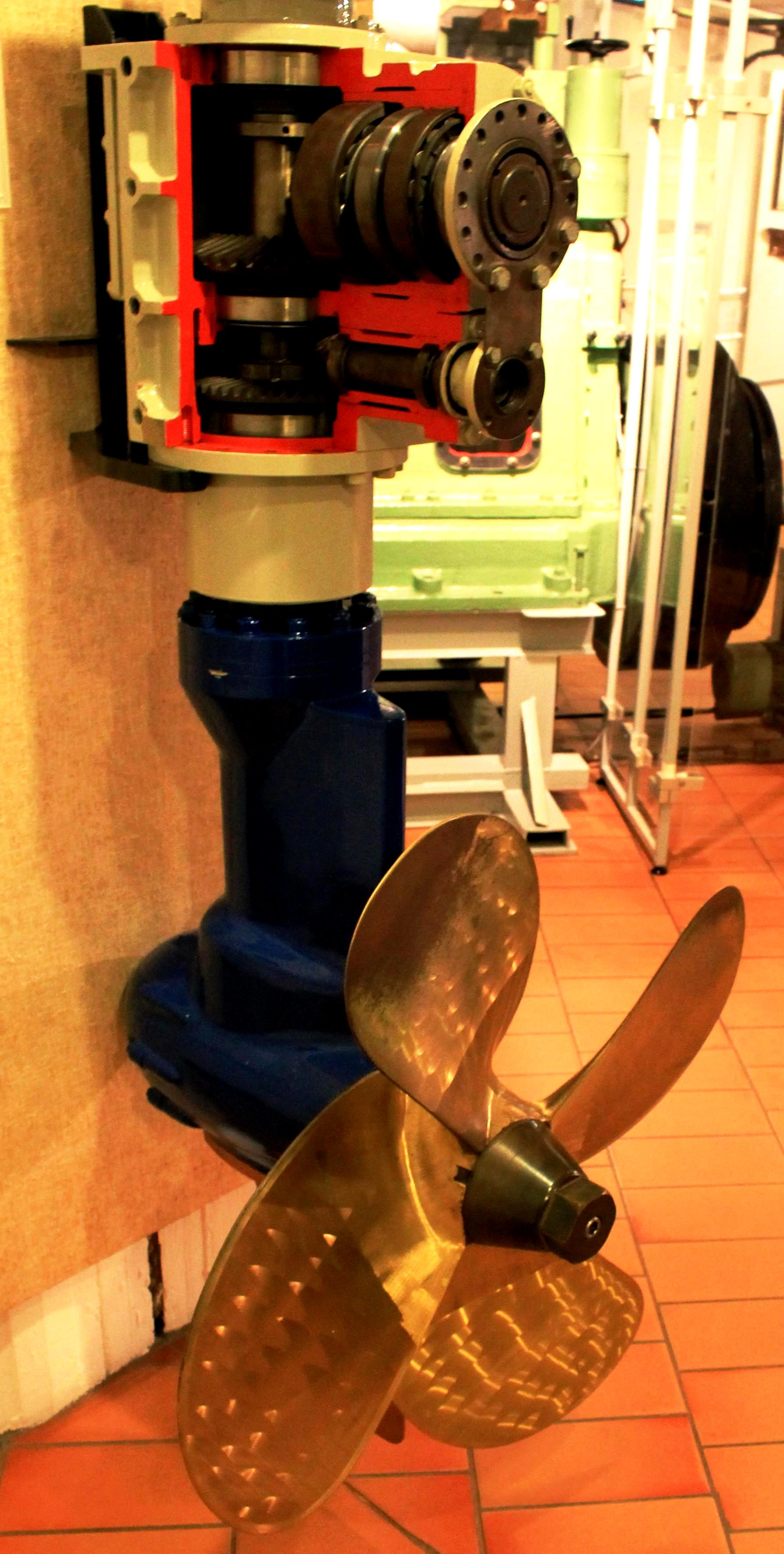
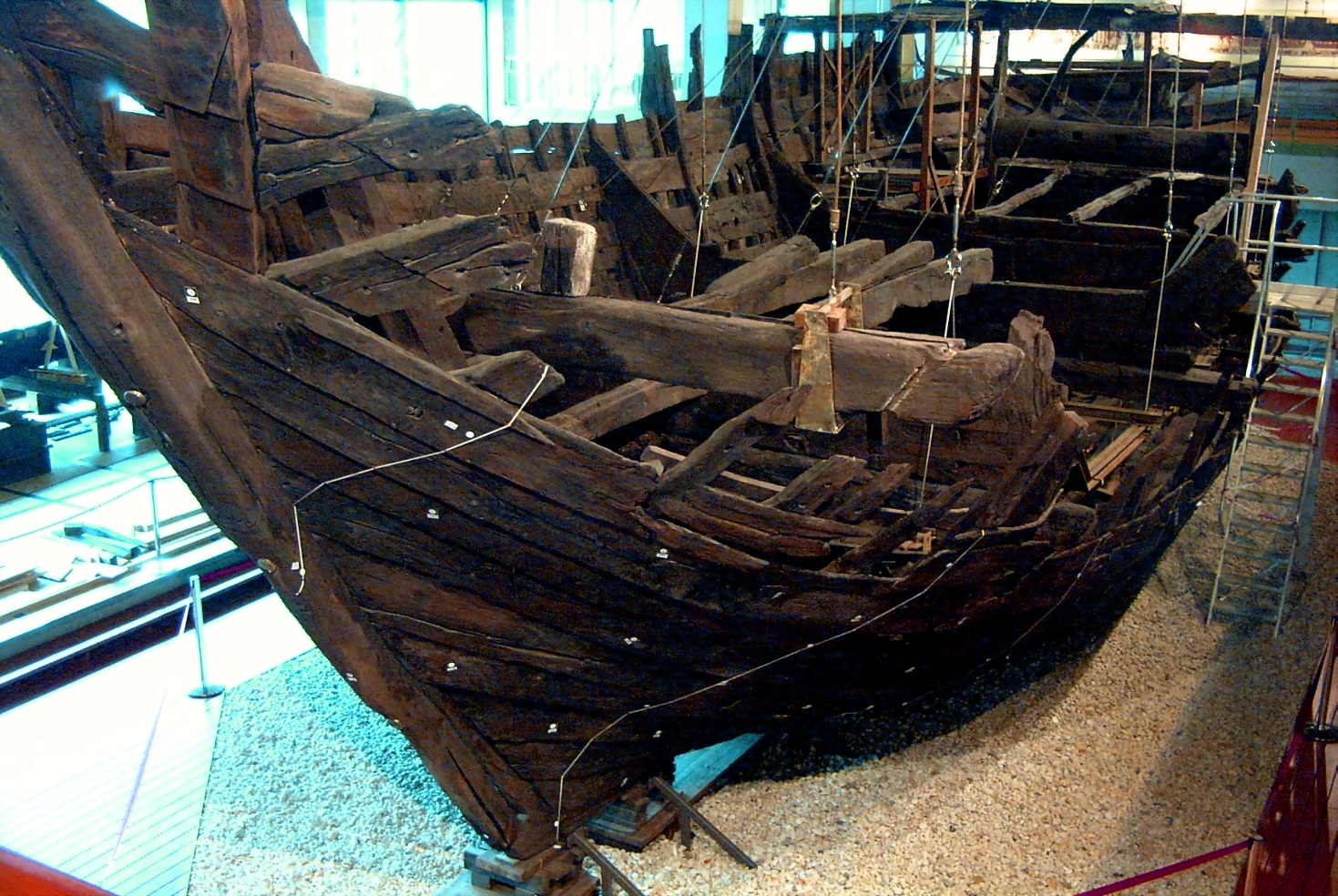

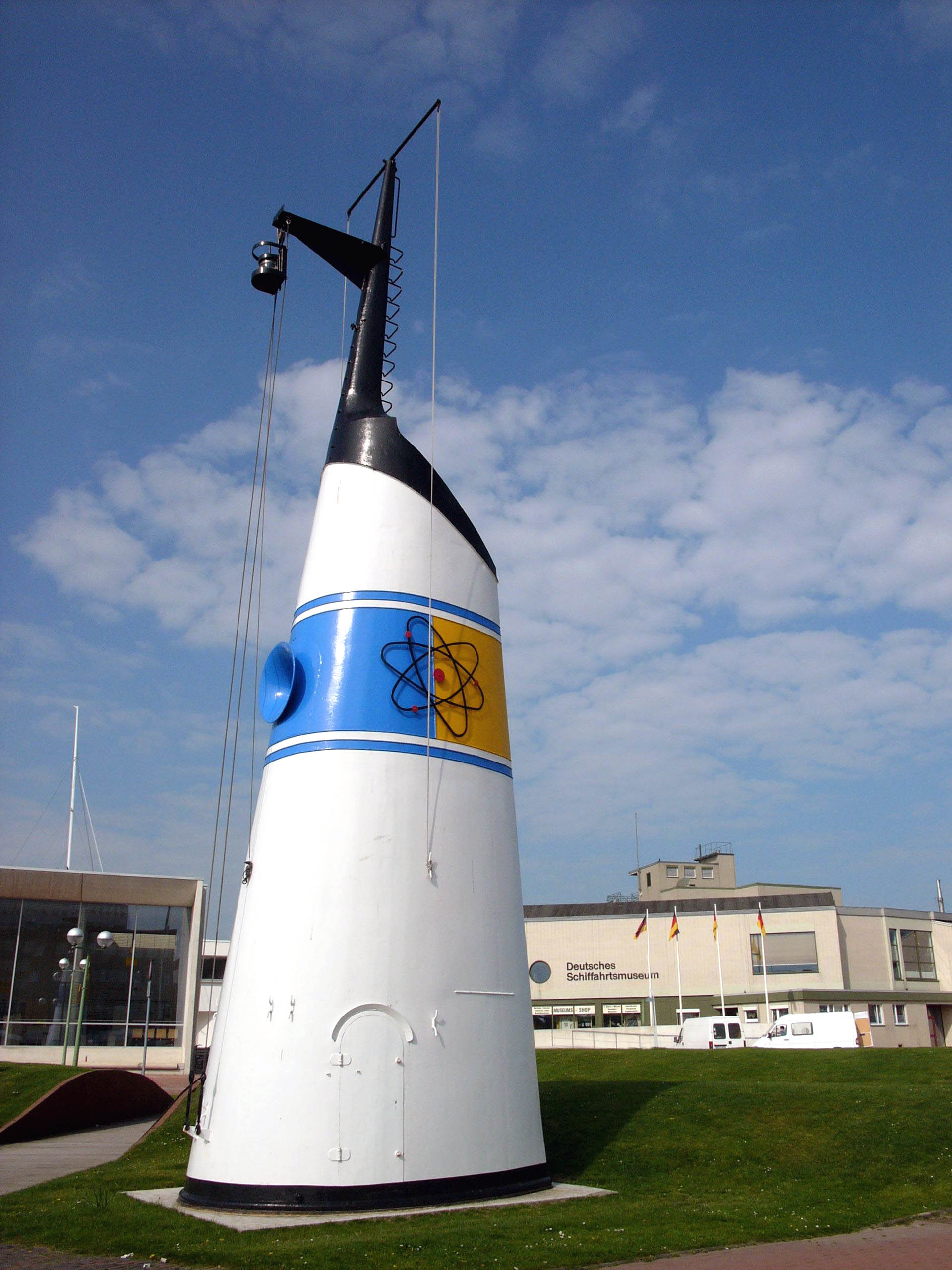
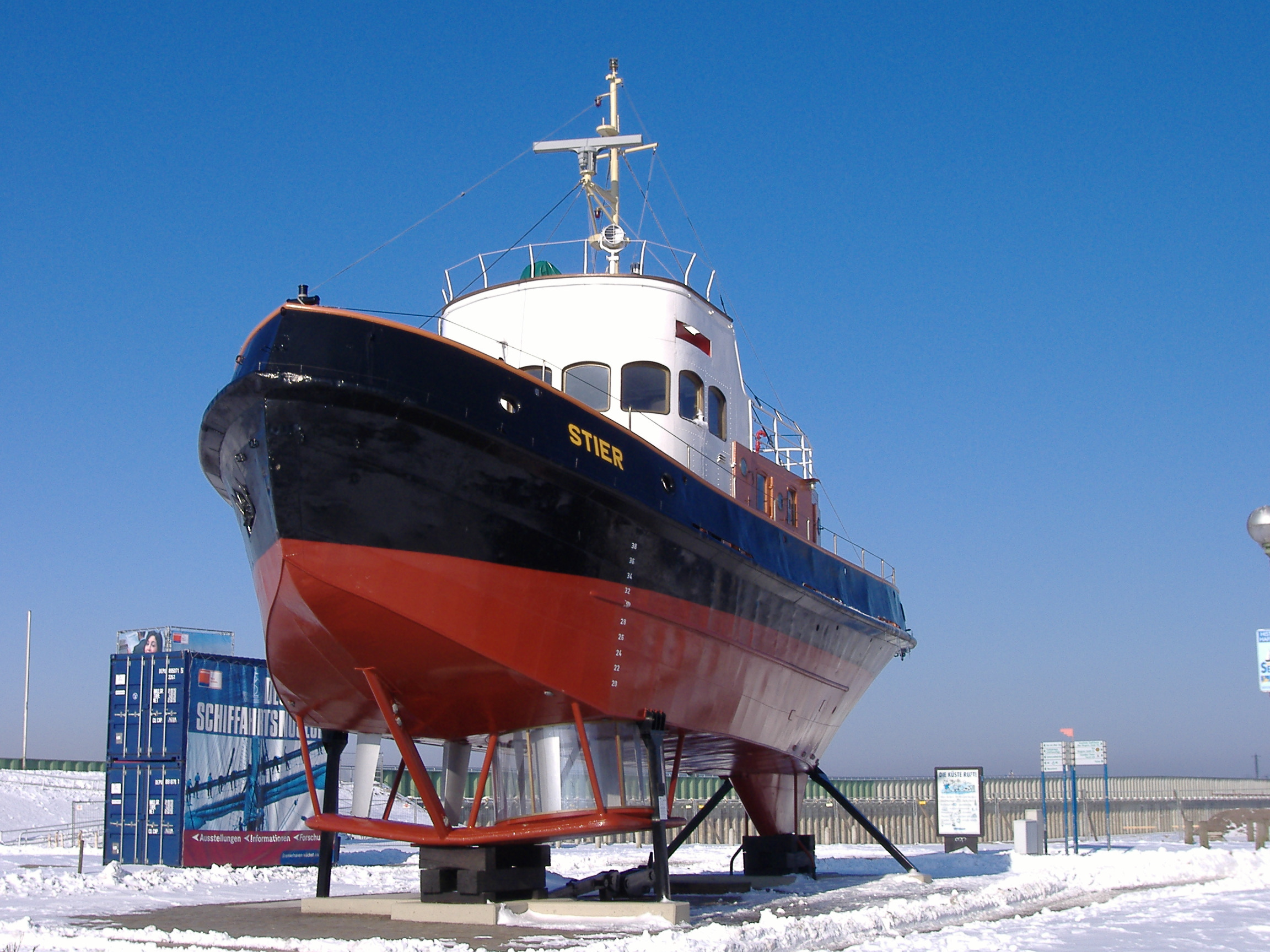
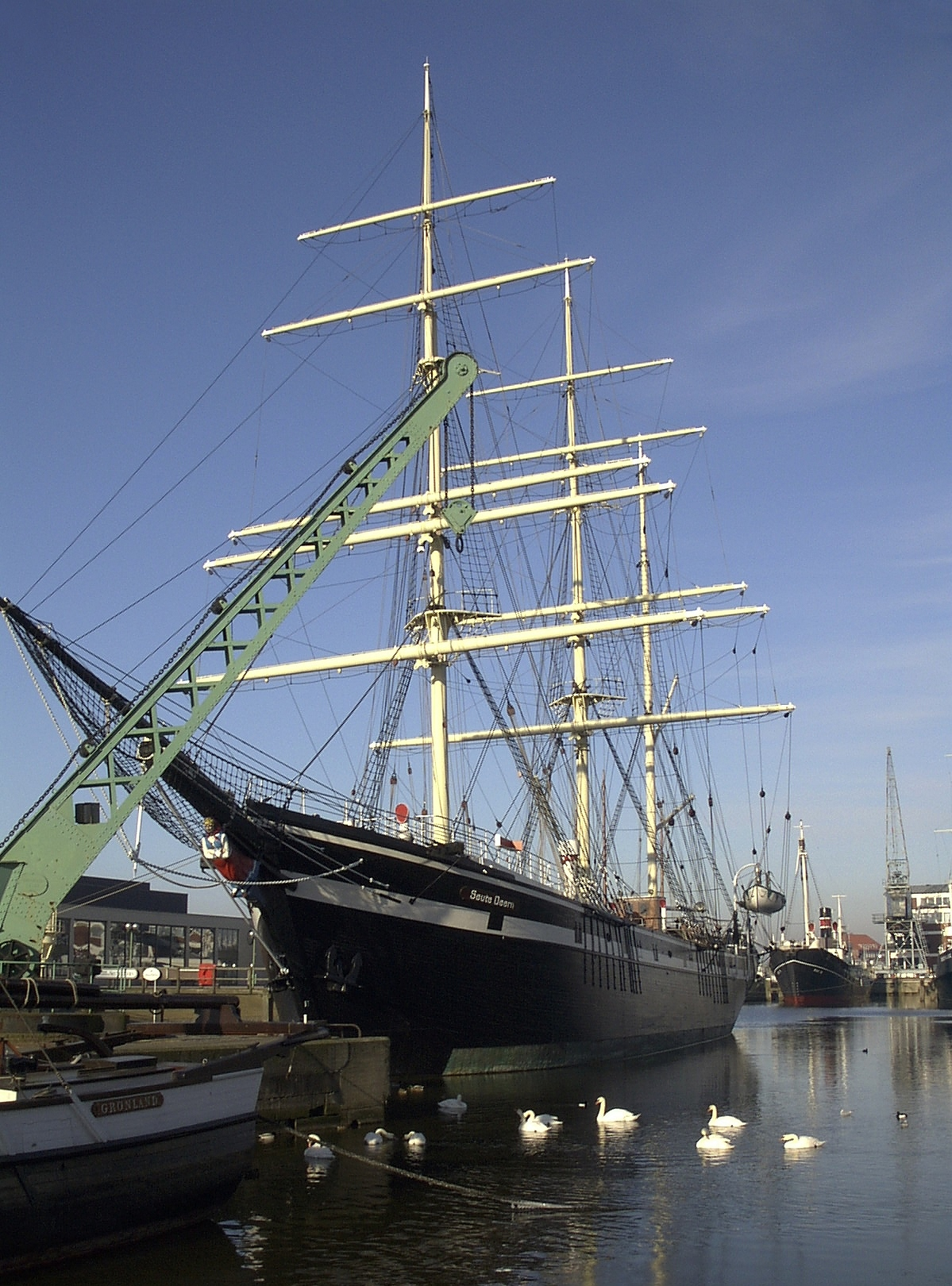
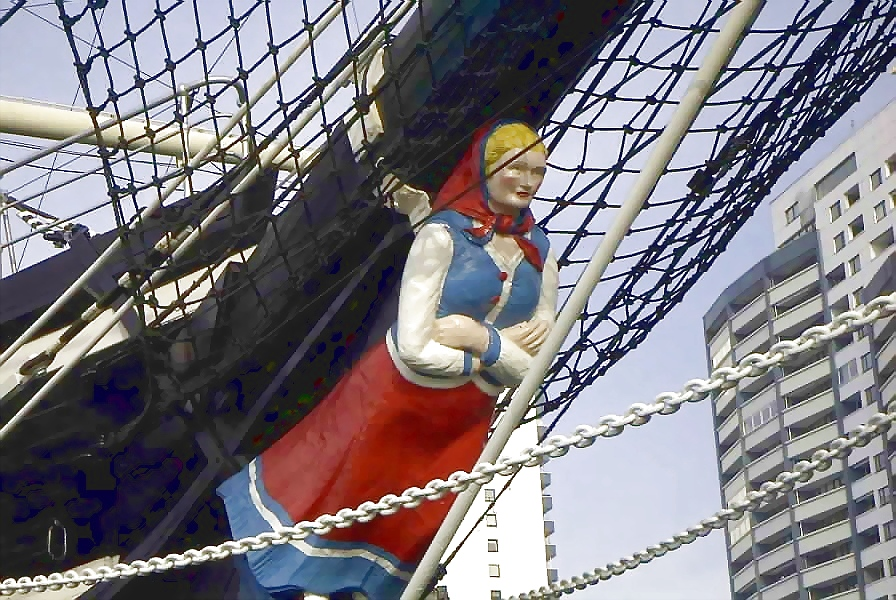
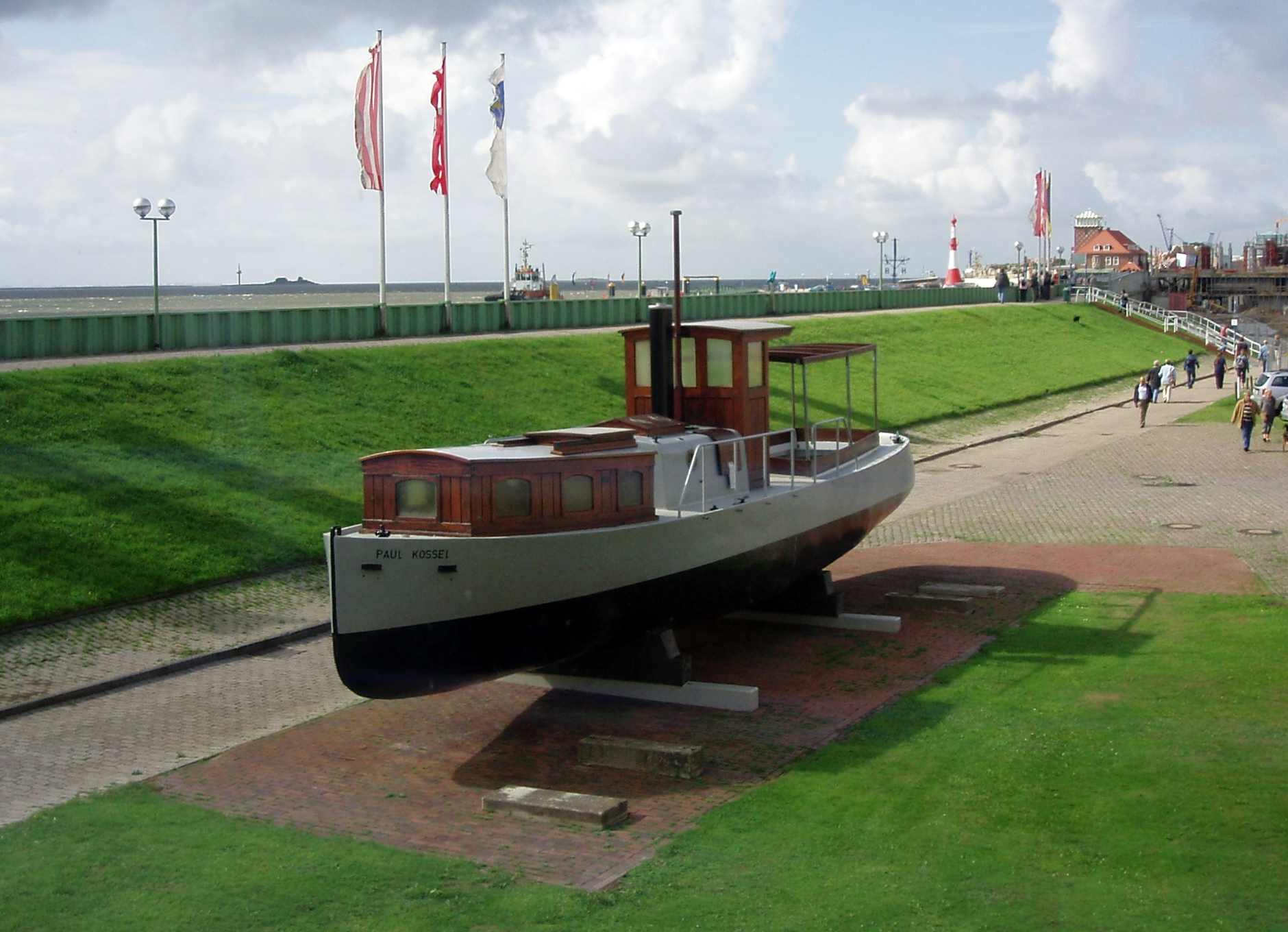
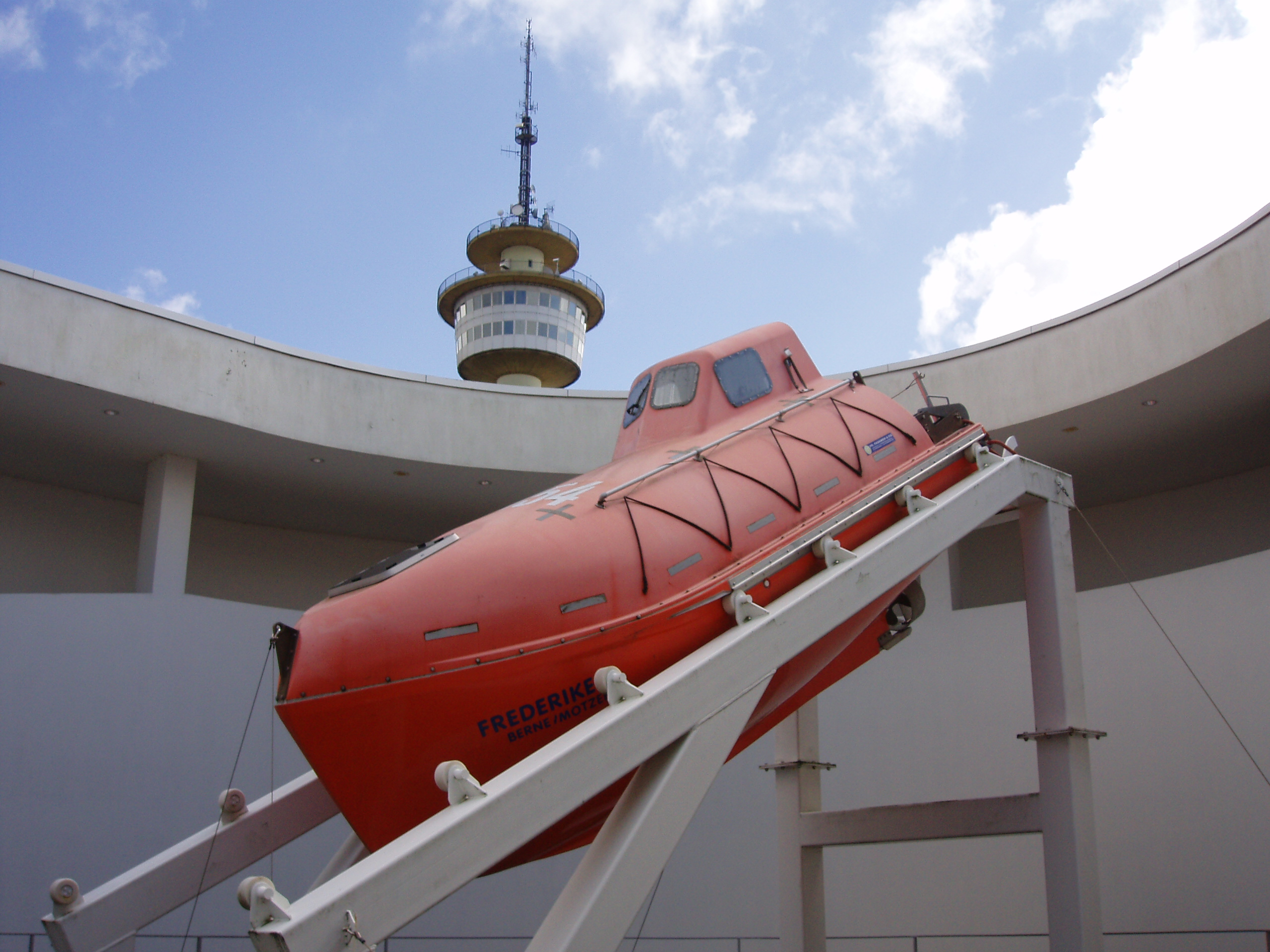
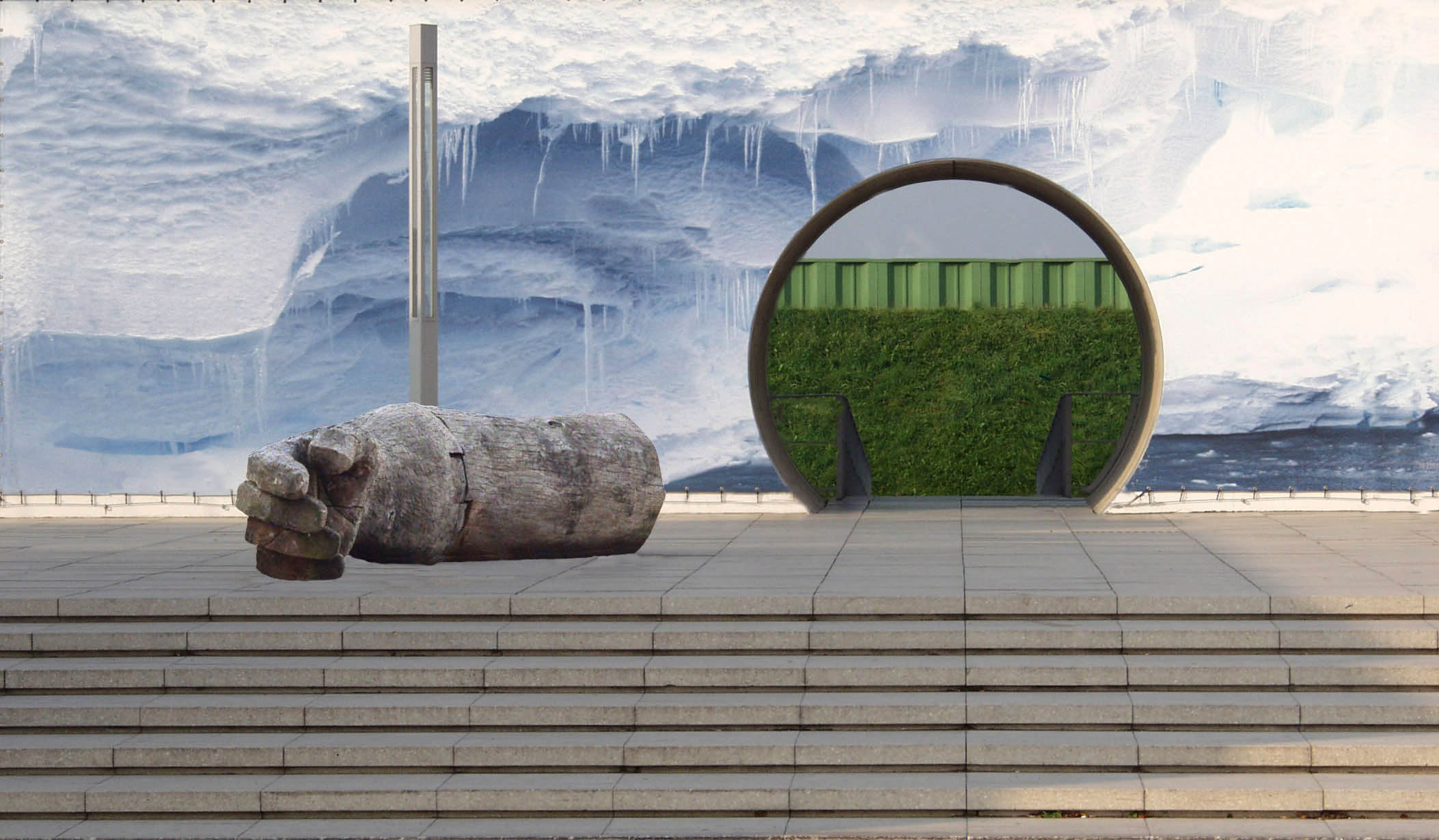
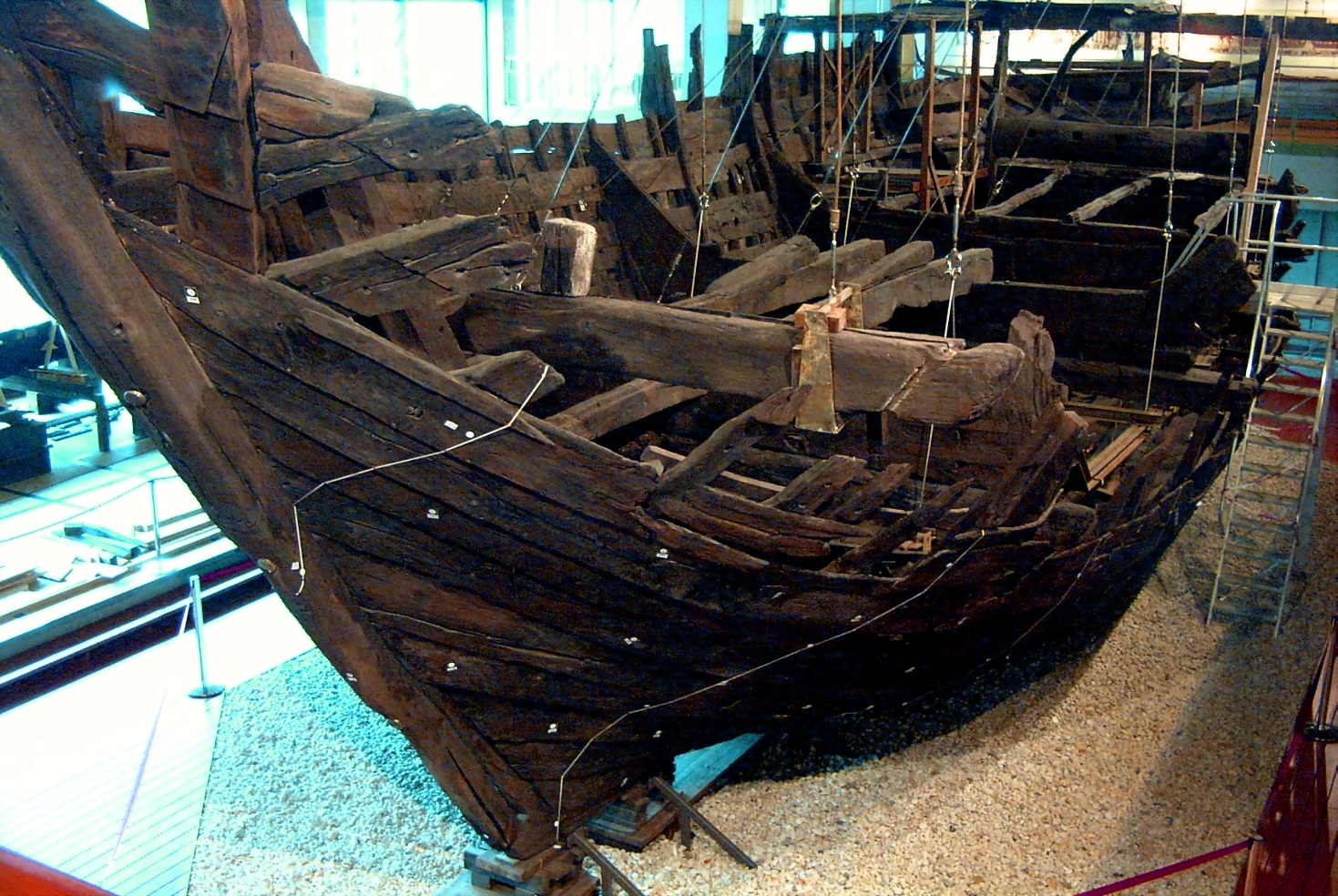
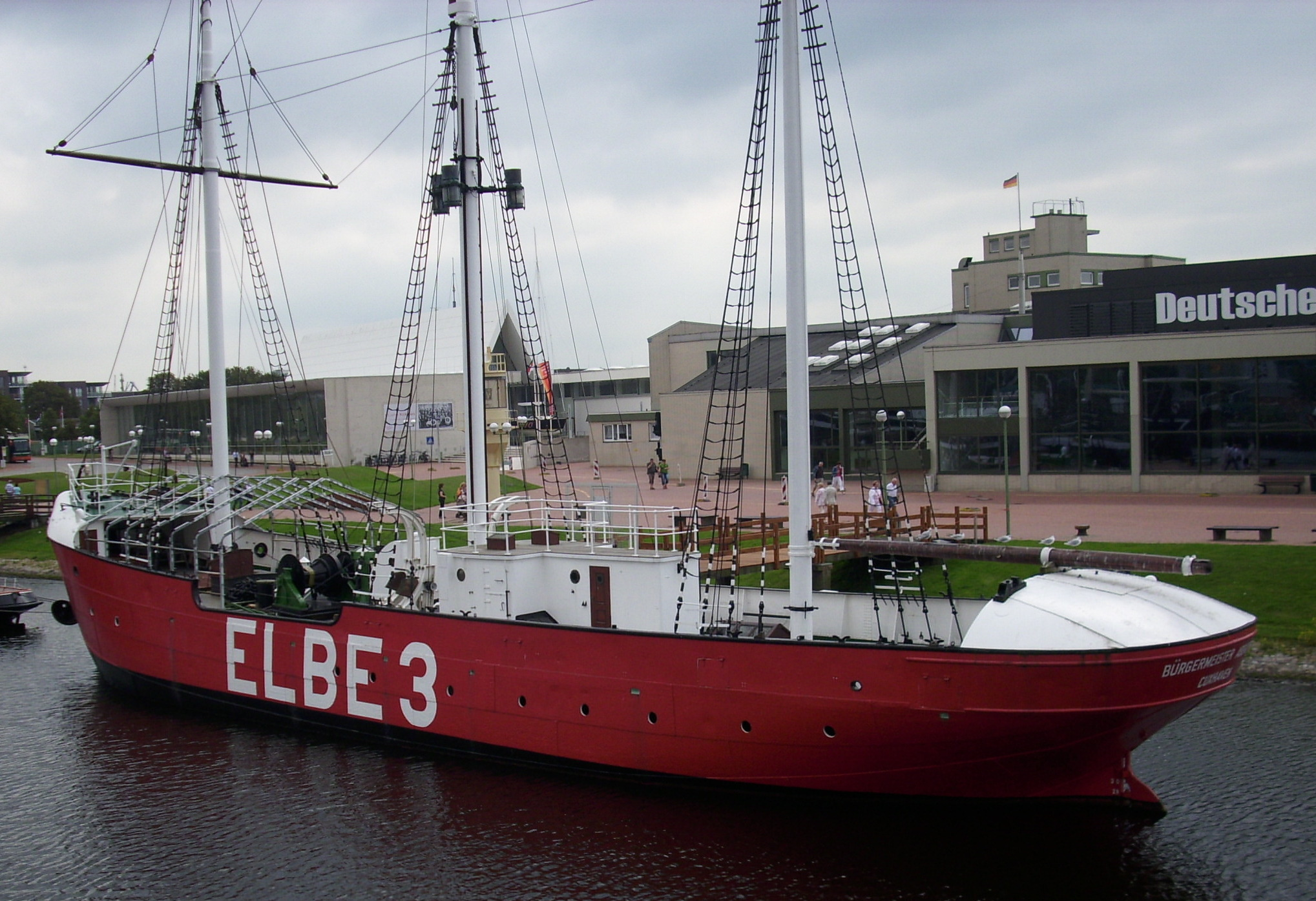